# أمفيبرامون
أمفيبرامون(بالإنجليزية: Amfepramone)‏هو دواء ينتمي إلى عائلة المنشطات من الفينيثيلامين ، الأمفيتامين ، و الكاثينون التي يتم استخدامها بوصفها كابحات للشهية .

## الصيدلية
أمفيبارامون نفسه يفتقر إلى أي تقارب لنقل أحادي الأمين وبدلا من ذلك يعمل بمثابة دواء مساعد للإثكاثينون . (Ethcathinone) و الأمفيبرامون، وهو ضعيف جدا مقارنة بالدوبامين و السيروتونين . ونتيجة لذلك، يمكن أن تعتبر أساسا ethcathinone والأمفيبرامون انتقائية بافراز الإفراج عن وكلاء (تلك السلطات).

## الأثار الجانبية
ويعتقد أن سوء احتمال الأثار الجانبية لدواء أمفيبارامون هي منخفضة نسبيا.

## الكيمياء
ان رد الفعل الكيميائي للأمفيبرامون يكون مع ثنائي الإيثيلامين لانتاج المنتج، الذي هو ثنائي إيثيل البروبيون.

## وصلات اضافية
http://www.drugs.com/international/amfepramone.html
http://tenuate.multifind24.com/65248/snit2/11110011/10/tenuate.html